# Natalija Jurjewna Mekrjukowa
Natalija Jurjewna Mekrjukowa (russisch Наталия Юрьевна Мекрюкова; * 11. Oktober 2000) ist eine russische Skilangläuferin.

## Werdegang
Mekrjukowa startete im November 2017 in Werschina Tjoi erstmals im Eastern-Europe-Cup und belegte dabei die Plätze 35 und 17 im Sprint, den 62. Platz über 10 km Freistil und den 23. Rang über 5 km klassisch. In der Saison 2018/19 wurde sie in Syktywkar russische Juniorenmeisterin im Sprint und errang bei den Nordischen Junioren-Skiweltmeisterschaften 2019 in Lahti den 25. Platz im 15-km-Massenstartrennen und den 12. Platz im Sprint. Im folgenden Jahr lief sie bei den Nordischen Junioren-Skiweltmeisterschaften in Oberwiesenthal auf den 16. Platz über 5 km klassisch, auf den 14. Rang im Sprint und auf den fünften Platz mit der Staffel. Nach den Plätzen 29 und 26 beim Alpencup in Ulrichen zu Beginn der Saison 2020/21 startete sie in Davos erstmals im Weltcup und holte dabei mit dem 27. Platz im Sprint ihre ersten Weltcuppunkte. Es folgte in Krasnogorsk über 10 km klassisch ihr erster Sieg im Eastern-Europe-Cup und bei den U23-Weltmeisterschaften in Vuokatti der 12. Platz im Sprint. Zum Saisonende wurde sie in Syktywkar Zweite über 10 km klassisch und errang den zehnten Platz in der Gesamtwertung des Eastern-Europe-Cups. In der Saison 2021/22 errang sie mit zwei ersten Plätzen und einen dritten Platz den sechsten Platz in der Gesamtwertung des Eastern-Europe-Cups. Bei den U23-Weltmeisterschaften 2022 in Lygna gewann sie die Bronzemedaille im Sprint.

## Siege bei Continental-Cup-Rennen
| Nr. | Datum             | Ort              | Disziplin        | Serie              |
| --- | ----------------- | ---------------- | ---------------- | ------------------ |
| 1.  | 27. Dezember 2020 | Krasnogorsk      | 10 km klassisch  | Eastern Europe Cup |
| 2.  | 13. November 2021 | Schtschutschinsk | Sprint klassisch | Eastern Europe Cup |
| 3.  | 14. November 2021 | Schtschutschinsk | 5 km klassisch   | Eastern Europe Cup |